# Battenberg
Battenberg era un ramo cadetto ed illegittimo della Casa reale di Assia-Darmstadt, appartenenti al Granducato d'Assia in Germania, che ebbe origine nel 1851 a seguito del matrimonio morganatico di Julia von Hauke con il principe Alessandro d'Assia, figlio di Luigi II, Granduca d'Assia e del Reno. Durante la Prima guerra mondiale, nel 1917 la famiglia cambiò nome in Mountbatten, rinunciando così ai propri titoli tedeschi.

## Storia

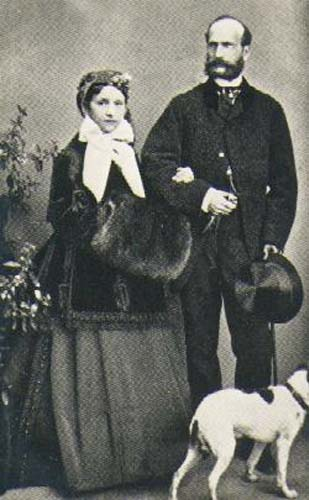
Alessandro e Julia di Battenberg

### Creazione
Alessandro d'Assia, nato nel 1823 come Principe d'Assia, era il terzo figlio del Granduca Luigi II d'Assia e di Guglielmina di Baden; nel 1851 il principe sposò Julia von Hauke la quale era solo una contessa, figlia orfana di Hans Moritz von Hauke, Generale e Ministro della Guerra della Polonia russa, di conseguenza la giovane era di un rango insufficiente per sposare un appartenente alla linea alla successione al trono d'Assia. Al momento delle nozze Julia fu creata Contessa di Battenberg dal cognato, Luigi III d'Assia, venendole conferito il titolo di Altezza Illustrissima; nel 1858 la Contessa fu elevata a Principessa di Battenberg, col trattamento di Altezza Serenissima, titolo comunque non regalo. I figli di Alessandro e Julia ebbero i titoli di principe o principessa di Battenberg e di Altezze serenissime.
La coppia Battenberg ebbe cinque figli, i quali ereditarono i titoli ed il cognome della madre:
- Maria (1852 - 1923), Principessa di Erbach-Schönberg
- Luigi (1854 - 1921), Marchese di Milford Haven, a seguito della rinuncia dei titoli Battenberg
- Alessandro (1857 - 1893), Principe regnante di Bulgaria
- Enrico (1858 - 1896), sposò Beatrice di Gran Bretagna
- Francesco Giuseppe (1861-  1924), Principe di Battenberg

### Relazioni con altre case reali

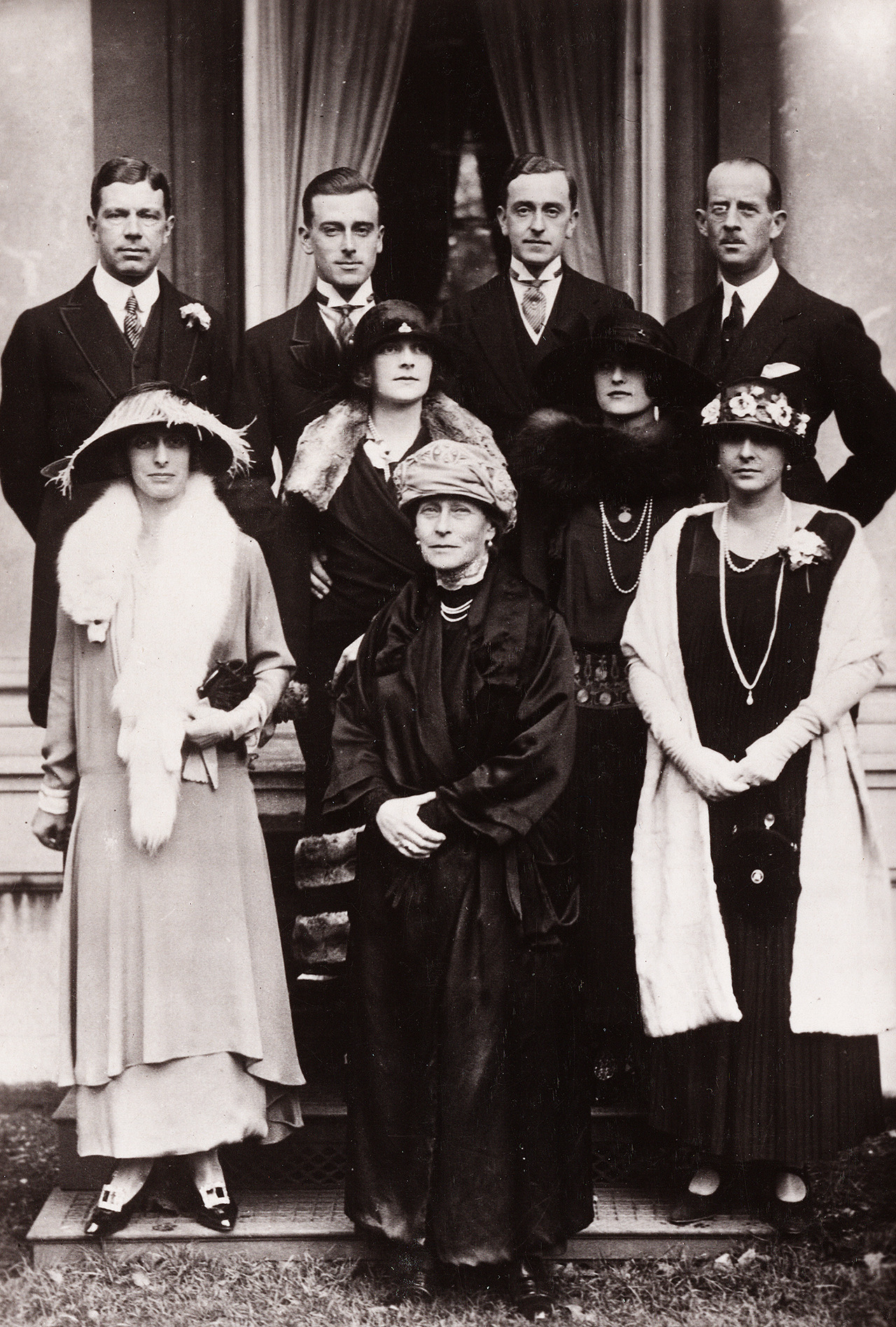
In alto da sinistra: Gustavo VI Adolfo, Lord Mountbatten, George Mountbatten e Andrea di Grecia. In basso da sinistra: Luisa di Svezia, Lady Mountbatten, Vittoria d'Assia, la Marchesa di Milford Haven e Alice di Battenberg.

Alessandro, unico figlio di Alessandro e Julia ad avere un titolo di regnante, venne scelto come primo sovrano della Bulgaria indipendente, assumendo così il titolo di Principe di Bulgaria nel 1878, poi costretto ad abdicare e lasciare il paese nel 1886. Assunse il titolo di Conte di Hartenau e si sposò con Johanna Loisinger, avendo con quest'ultima due figli. Morì il 23 ottobre 1893 a Graz, nell'Impero austro-ungarico.
Il terzo figlio maschio della coppia Battenberg era Enrico, il quale sposò nel 1885 la principessa Beatrice di Sassonia-Coburgo-Gotha, ultimogenita della regina Vittoria e del Principe Alberto. Enrico e Beatrice ebbero quattro figli: Alessandro, Maurizio, Leopoldo e Vittoria Eugenia, che nel 1906 sposò Alfonso XIII, re di Spagna. Poco prima delle nozze la futura regina spagnola fu elevata dallo zio Edoardo VII ad Altezza reale, così che avesse potuto avere un rango al pari dello sposo, anche se quest'ultimo era comunque un S.M.; Alfonso e Vittoria Eugenia sono i nonni di Juan Carlos, padre dell'attuale re Felipe VI.
Il primogenito di Alessandro e Julia, Luigi di Battenberg divenne un abile marinaio della Royal Navy, divenendo Primo lord del mare della Royal Navy. Nel 1884 Luigi sposò la cugina Vittoria d'Assia, figlia del Granduca Luigi IV e della principessa Alice del Regno Unito. A seguito della Prima guerra mondiale e del sentimento antitedesco che si era creato in Gran Bretagna, Luigi in quanto capostìpite della casa Battenberg, cambiò il proprio cognome in Mountbatten, rinunciando così ai titoli tedeschi e ricevendo il titolo di Marchese di Milford Haven, da re Giorgio V, lo stesso che mutò il cognome Sassonia-Coburgo-Gotha, in Windsor. Nello stesso tempo il figlio maggiore del principe Enrico di Battenberg, Alessandro, fu creato Marchese di Carisbrooke.
Uno dei membri più famosi della casa Battenberg, poi Mountbatten, è Louis, Conte Mountbatten di Birmania, il quale fu l'ultimo Viceré d'India e svolse un ruolo importante nei confronti del nipote, Filippo, che sposò nel 1947 la futura Elisabetta II. Oggi i Battenberg non esistono più, ma è ancora oggi in uso la forma anglicizzata della famiglia, che prende il nome di Mountbatten-Windsor.